# Nicolae Orlovschi
Nicolae Orlovschi (in russo Николай Орловский?, Nikolaj Orlovskij; Moldavia, 1º aprile 1985) è un ex calciatore moldavo, di ruolo difensore.

## Carriera

### Club
Gioca la sua prima partita nel 2006-2007 con l'Olimpia Bălți mettendo a segno 27 presenze e 2 gol. Nella stagione 2009-2010 passa in prestito al Nistru Otaci. Nella stagione 2010-11 gioca il turno preliminare di Europa League con la squadra moldava mettendo a segno 3 presenze.